# Jens Jensen

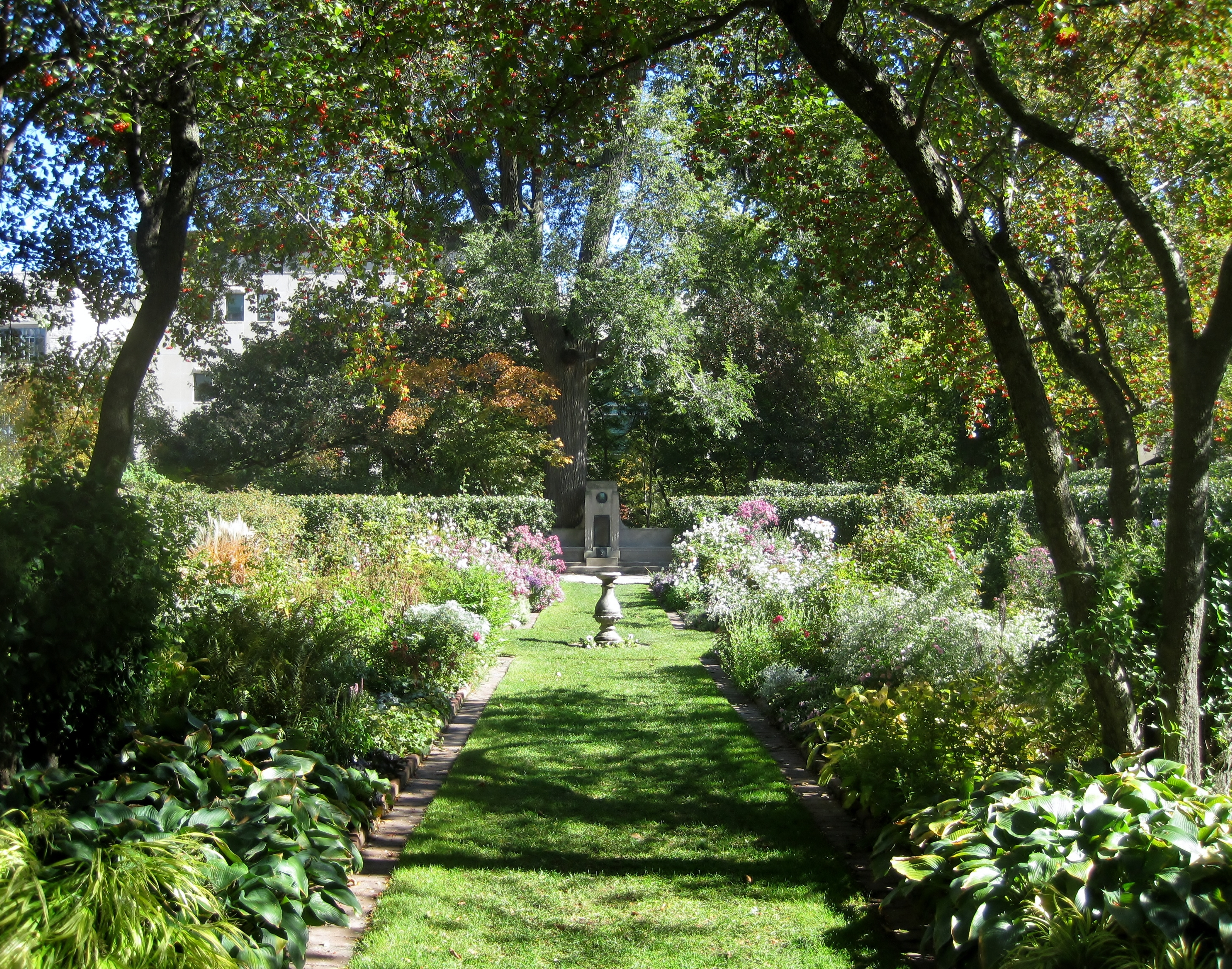
Shakespearovská zahrada v Evanston, založená v roce 1915 Jensem Jensenem (1860-1951)

Jens Jensen (13. září 1860 – 1. října 1951) byl dánský americký krajinářský architekt. Jens Jensen rovněž spolupracoval se slavným architektem Howardem Van Doren Shawem.

## Počátky
Jens Jensen se narodil v roce 1860 nedaleko města Dybbøl v Šlesvicku, v bohaté farmářské rodině. Prvních devatenáct let života prožil na farmě rodičů, což povzbudilo jeho lásku k přírodě. Během druhé války ve Šlesvicku v roce 1864, čtyřletý Jensen sledoval vpád pruských vojsk do svého města, a také vypálení rodinné farmy. Tato invaze, po které se území stalo součástí Pruska, změnila Jensenův pohled na lidský svět. Navštěvoval zemědělskou školu v Kodani, pak byl povolán k povinné vojenské službě v pruské armádě. Během těchto tří let načrtl parky v anglickém a francouzském stylu v Berlíně a dalších německých městech. V roce 1884 jeho vojenská služba skončila a Jensen se zasnoubil s Anne Marie Hansen. Společně sdílela jeho přání opustit rodinnou farmu, což vedlo k rozhodnutí emigrovat do Spojených států v témže roce.

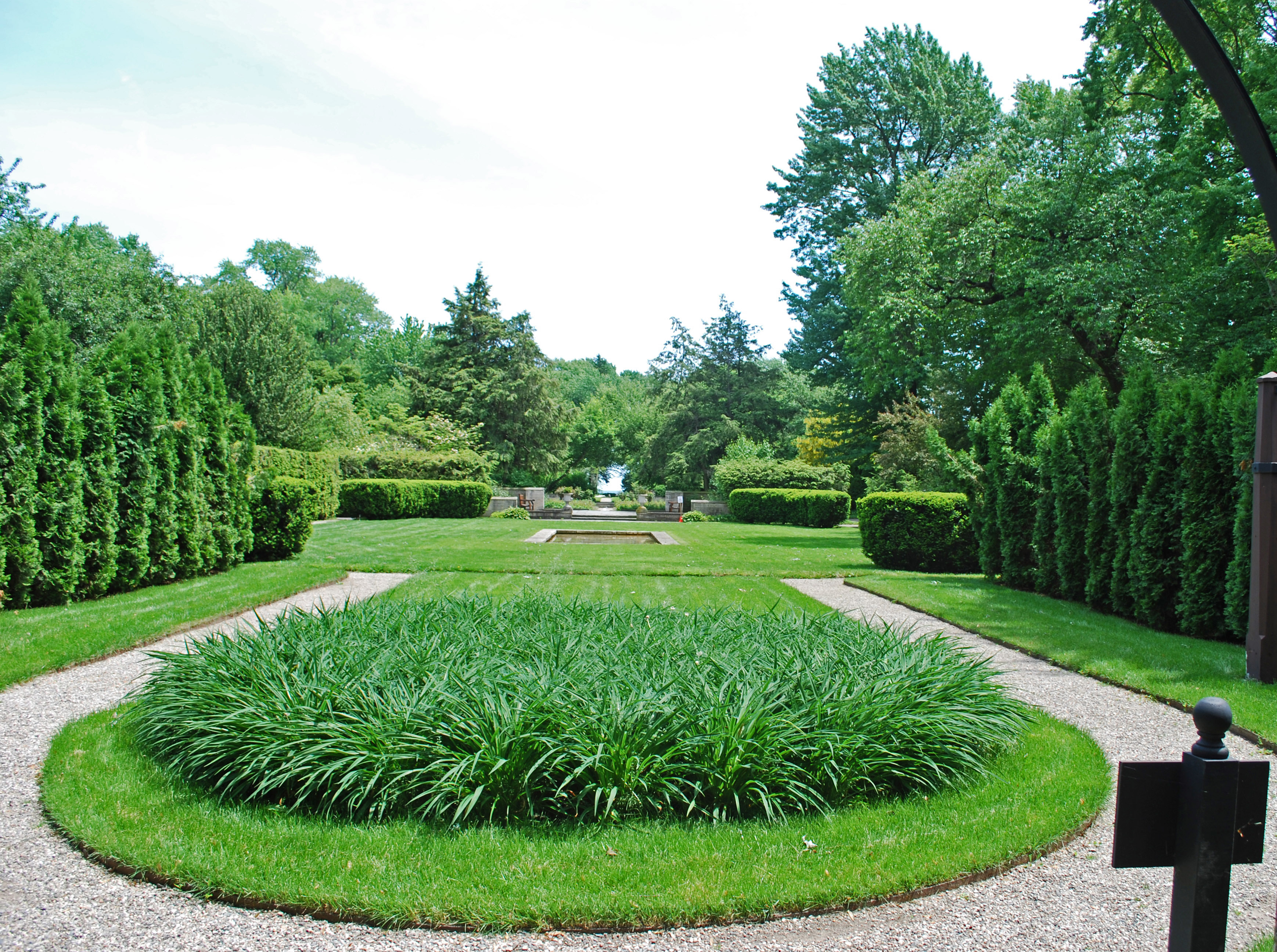
Dům Edsel a Eleanor Fordových

## Ve Spojených státech
Zpočátku Jensen působil na Floridě a poté na Luther College v Decorah v Iowě. Poté se stěhoval do Chicaga, kde pracoval jako dělník pro West Park Commission. Brzy byl povýšen na mistra. Během této doby mu bylo umožněno navrhnout a vysadit zahradu exotických květin. Když rostliny v zahradě uschly a uhynuly, odcestoval do okolní prérie a vysadil původní květiny. Jensen vysadil květiny na rohu Union Park, a vytvořil tak to, co se v roce 1888 stalo Americkou zahradou.
Jensen byl jmenován správcem Humboldt Parku s rozlohou 800 000 m² (200 akrů) zahradní úpravy. V roce 1895 byla West Park Commission prolezlá korupcí. Poté, co se Jensen odmítl účastnit politického života, byl v roce 1900 propuštěn nepoctivými členy rady parku. Nakonec však znovu nastoupil na toto místo a v roce 1905 byl generálním správcem celého West Park v Chicagu. Jeho tvorbu pro město lze pozorovat v parcích Franklin, Lincoln, Douglas a Columbus.
V letech okolo 1910, Jensen podporoval zachování části Indiana Dunes, ekosystému písečných dun poblíž Chicaga. V posledních letech života Jensen navrhl Lincoln Memorial Gardens ve Springfieldu v Illinois. Plán projektu byl dokončen v roce 1935 a park byl založen v letech 1936–1939.

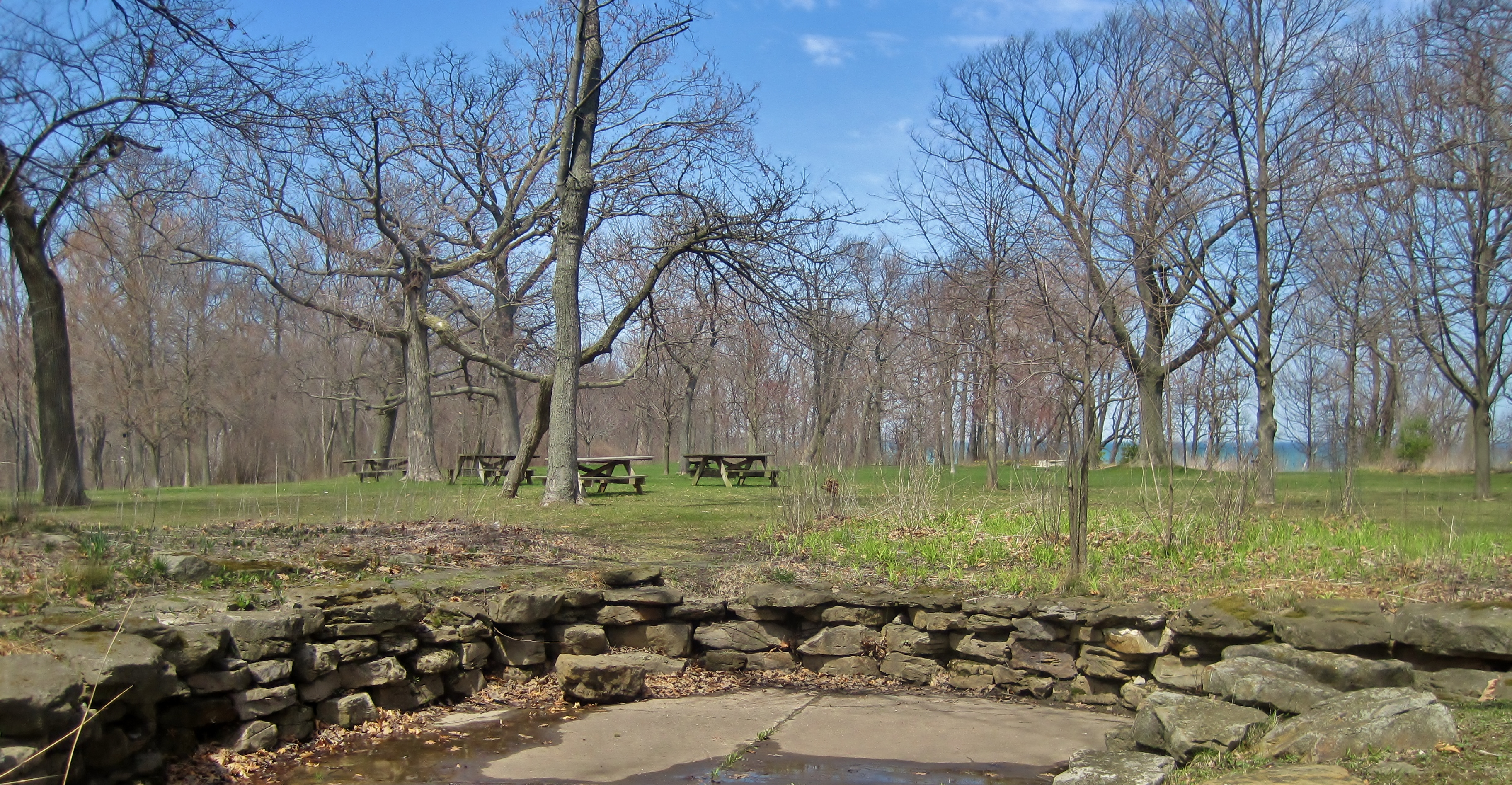
Rosewood Park

## Soukromá praxe
V roce 1920 ukončil zaměstnanecký poměr a začal svou vlastní praxi v oboru krajinářské architektury. Pracoval na zakázkách pro soukromé osoby a městských parcích po celých Spojených státech. Byl pověřen Eleanor a Edselem Fordovými úpravou čtyř rezidencí, tří v Michiganu a jedné v Maine, v letech 1922 a 1935.
Hlavním projektem pro Edsela Forda, byl „Gaukler Point“. Dům Eleanor a Edsela Fordových navrhl architekt Albert Kahn v roce 1929, na břehu jezera St Clair v Grosse Pointe Shores, v Michiganu. Určen byl přímo pro Edsela Forda a jeho manželku. Jensen vytvořil základní plán a navrhl zahrady panství. Použil výhled, který dává návštěvníkům nahlédnout na budovu přes dlouhou louku od vstupní brány, a pak jen krátký částečný výhled podél dlouhé cesty, a teprve na konci odhaluje celý dům a umožňuje pohled zpět k dlouhé louce. "Gaukler Point" zahrady a rezidence jsou nyní veřejně přístupné, považované za historickou památku a muzeum. Jsou zapsány v národním registru historických míst.
Jensen také navrhl zahrady pro Edsel a Eleanor Fordovy v letním sídle Skylands v Bar Harbor na Mount Desert Island v Maine (1922). Jensen provedl projekční práce pro další dvě sídla v Michiganu. Jedním z nich byl Haven Hill v letech 1922 a 1935. Haven Hill, stojící v rekreační oblasti Highland v blízkosti White Lake Township v jihovýchodním Michiganu, je zapsána jako historická památka státu Michigan a také jako státní přírodní rezervace. Krajinnými prvky, Jensen propojil rozmanitost stromů, rostlin a život zvířat. Spojil estetiku, historii a přírodu.

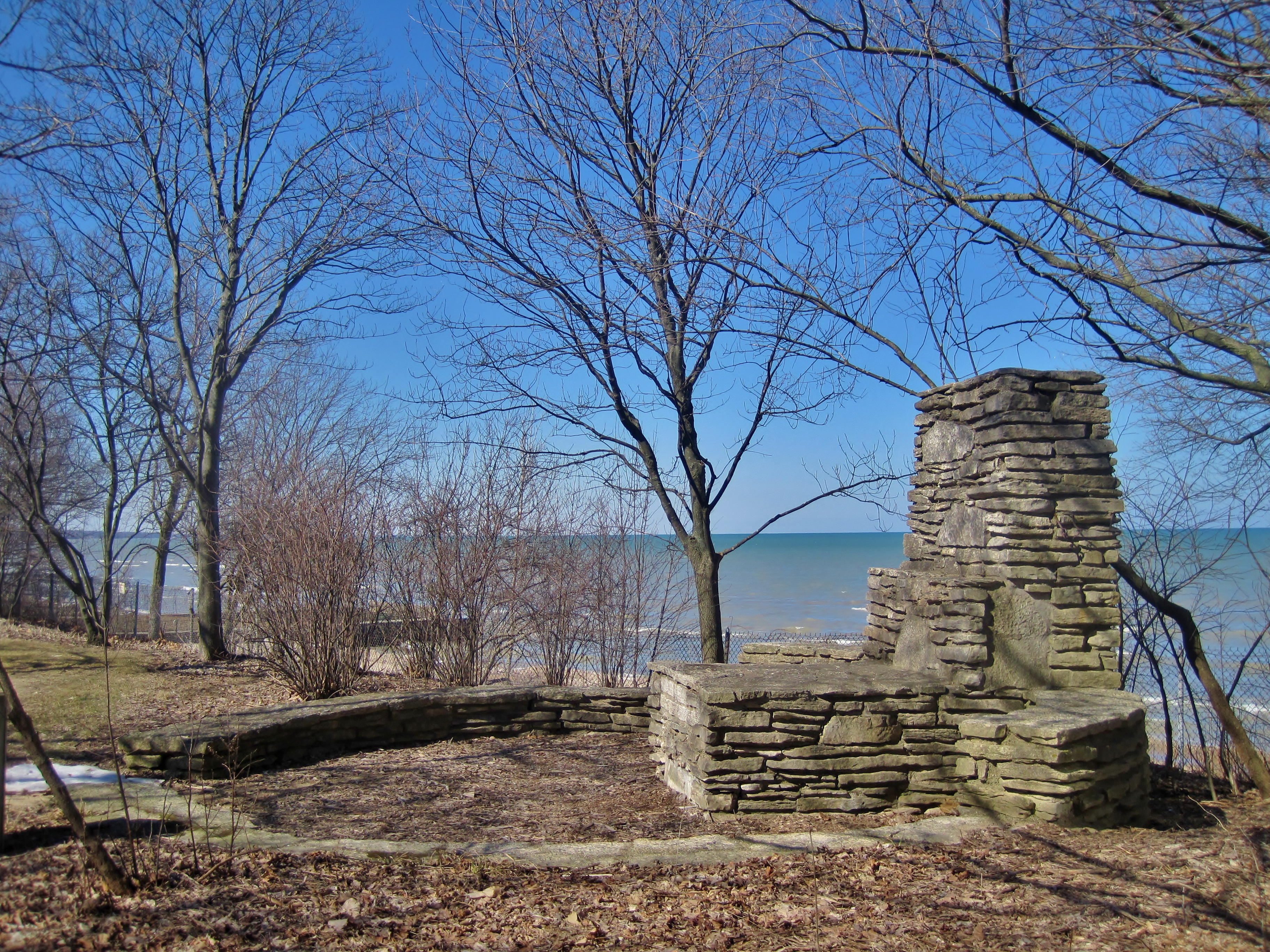
Mahoney Park

Pro Claru a Henryho Fordovy Jensen upravil příjezd k domu ve Fair Lane v Dearbornu, v Michiganu. Místo toho, aby cesta pokračovala přímo k domu, příjezdová komunikace vede návštěvníky přes pozemky s hustými zalesněnými oblastmi. Zatáčky upravené v křivkách s velkými stromy v ohybu dávají pocit smysluplnosti, Po celou dobu je každý vzdálenější výhled zakryt. Najednou, návštěvník vyjíždí z lesa na otevřený prostor, kde leží sídlo. Tato myšlenka putování byla ta, kterou Jens vložil téměř do všech návrhů. Široké louky a zahrady vytváří krajinu s masami květin kolem domu. Největší louka, „Path of the Setting Sun“ (Cesta na západ slunce) je nastavena tak, že je nejpůsobivější v době letního slunovratu. Zapadající slunce svítí přes přesně dělené stromy na konci louky. Přístavy s kamennými útesy, navržené Jensenem, umožňovaly Fordovým cestovat po River Rouge ve svém elektrickém člunu. V současné době je 290 000 m² původního pozemku chráněno jako historická památka a dům je muzeum a Národní kulturní památka.

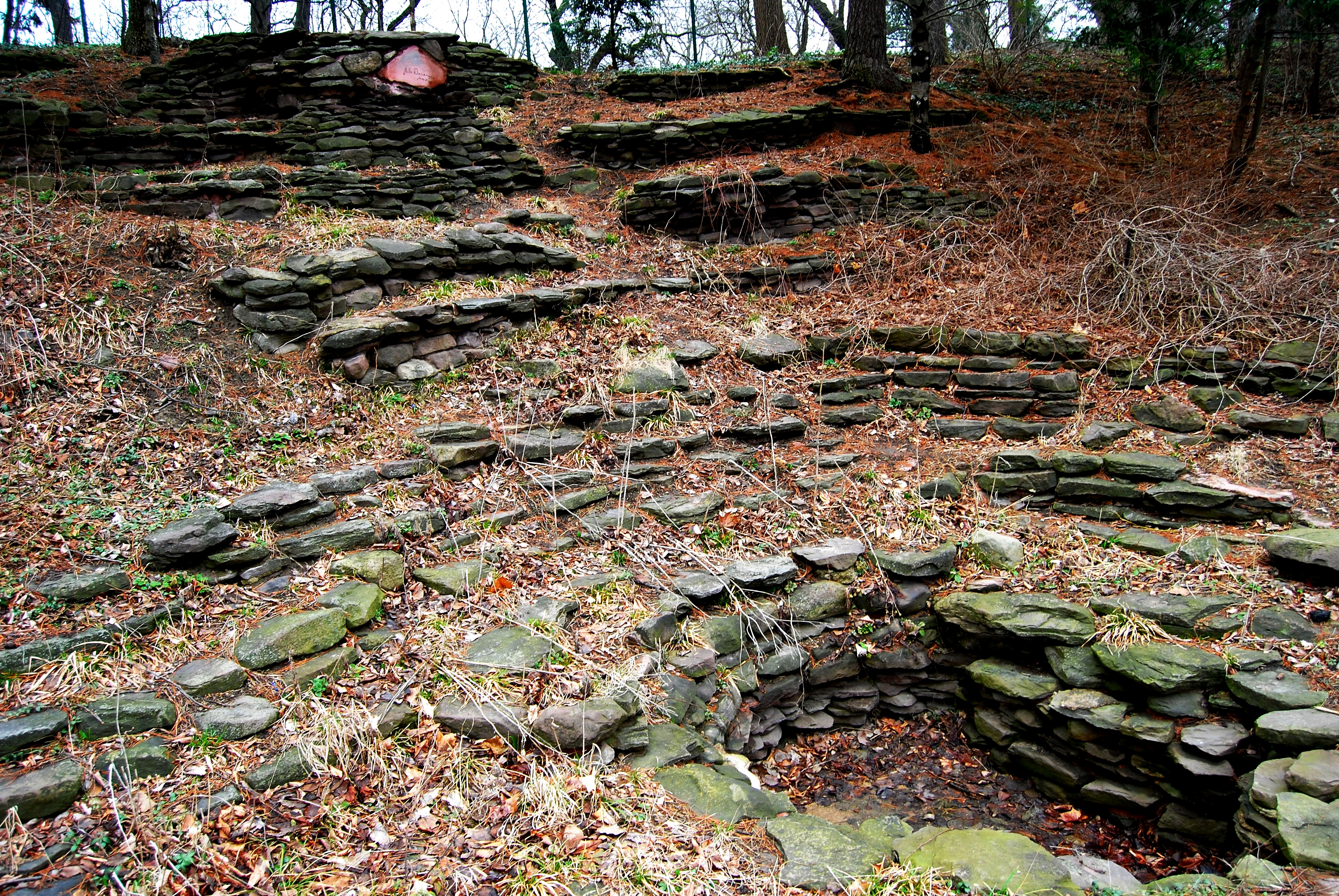
Grotto 'Burroughs' na pozemku Henry Forda

Jensen dělal další projekty pro Henryho Forda: The Dearborn Inn v Dearbornu, (1931, architekt Albert Kahn) první hotel s letištěm v zemi a národní kulturní památka; Henry Ford Hospital; Greenfield Village, historicky znovuvytvořené muzeum Henryho Forda v Dearbornu, a „Ford pavilon“ vytvořený v roce 1933 v Chicagu na výstavě Století pokroku. V roce 1923 navrhl Lincoln High School v Manitowoc, ve Wisconsinu, na jezeře Michigan. Množství projektů upravených Jensenem je uvedeno v národním registru historických míst, včetně Jens Jensen Summer House, Rosewood Parku, May Theilgaard Watts House (architekt John S. Van Bergen), A.G. Becker Property, (architekt, Howard Van Doren Shaw), Samuel Holmes House (architekt Robert Seyfarth) a Harold Florshiem estate (architekt, Ernest Grünsfeld), tyto všechny se nachází v Highland Park, v Illinois, kde Jensen žil.

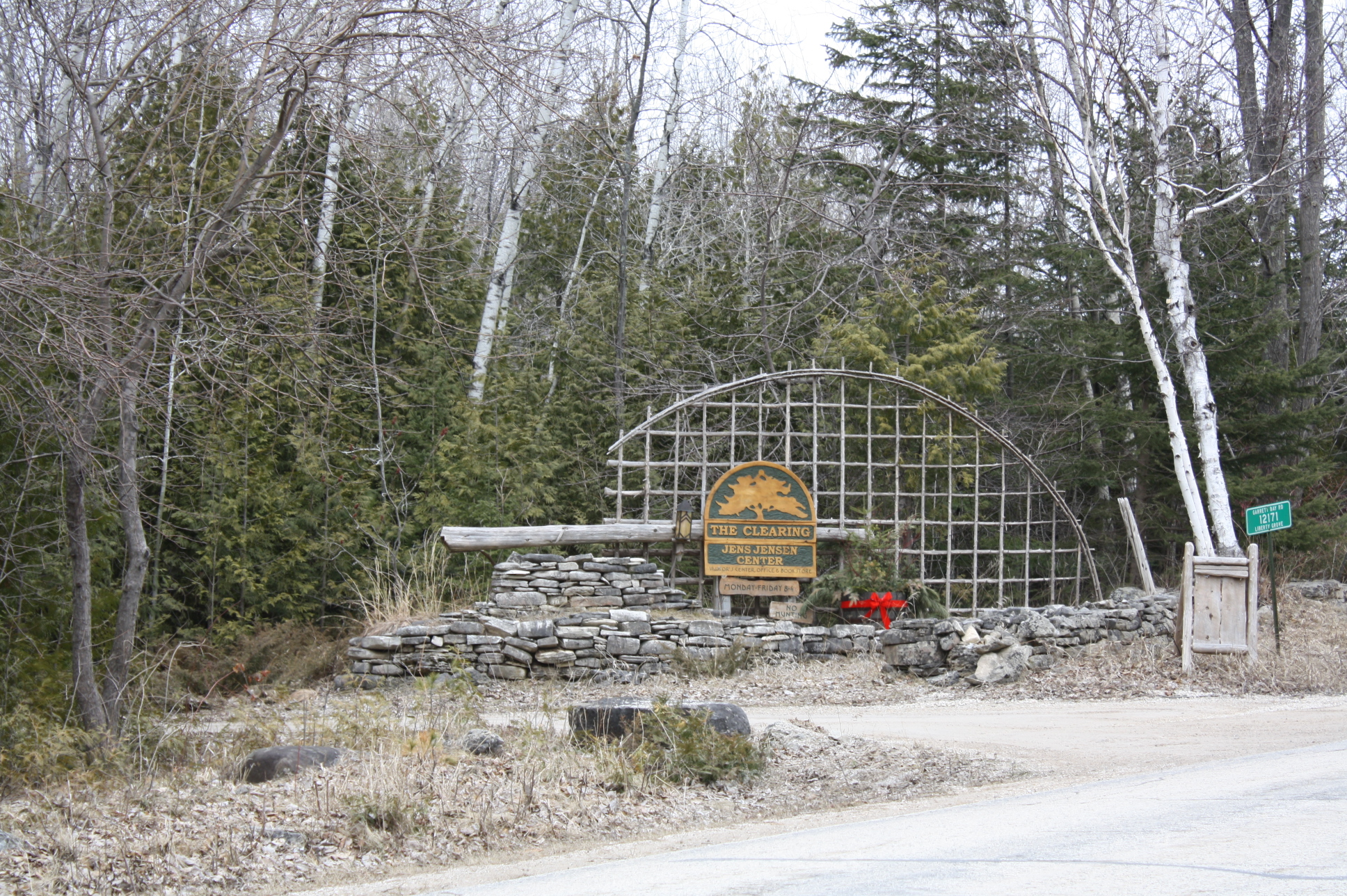
Vstup do "The Clearing"

V roce 1935, po smrti jeho manželky, se Jensen odstěhoval z Highland Park v Illinois na Ellison Bay ve Wisconsinu, kde založil The Clearing, kterou nazýval školu půdy, kde školil budoucí zahradní architekty. Toto místo je nyní chráněno a je vzdělávacím centrem. V průběhu své dlouhé kariéry spolupracoval s mnoha dobře známými architekty včetně Louise Sullivana, Franka Lloyda Wrighta, George Mahera a Alberta Kahna. Jens Jensen zemřel ve svém domě Clearing 1. října 1951 ve věku 91 let.

## Styl práce
Jensen je při projekční práci známý svým „stylem prérie“. Jeho díla se často skládají z otevřených prostorů a cest, které umožní při prohlížení světlých ploch zůstat ve stínu. Nejenže používal původní rostliny, ale také místní materiály. Většina z jeho vodních prvků používá desky z vápence podobně jako přirozené říční systémy na středozápadě USA. Mnohé z jeho návrhů zaměřených na výhledy z některých míst, jsou pohledy z vyvýšených míst s hustou výsadbou. Jens nikdy netvořil cesty procházející v přímých liniích na místo určení. Neměl rád nepřirozené linie, které propojují místa jako by byly uzly. Řekl, že obrovské formální zahrady ve Francii, vytvářeli „muži s malým rozumem a spoustu peněz, kteří kvůli popularitě změnili své zahrady na muzea šílenství, kde by i statný palič nelegálního alkoholu váhal projít o půlnoci.“

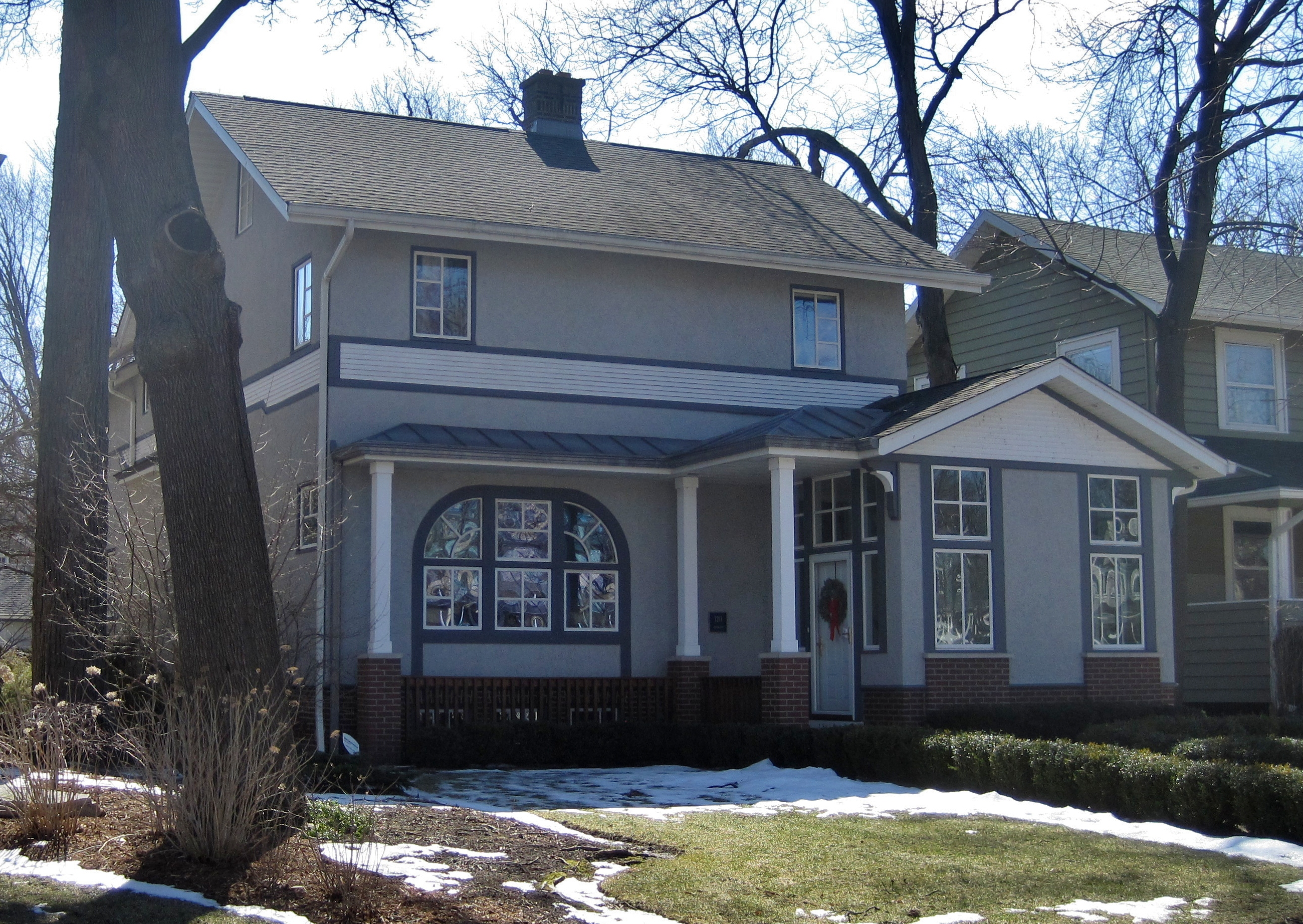
Jens Jensen House
Jensen studio
Jensen studio
Jensen studio
Jensen studio

Dnes jsou jeho zahrady obnoveny s pomocí jeho plánů. Jens Jensen byl jedním z nejvlivnějších zahradních architektů, kteří popularizovali přírodní zahrady. Ukázal, že nejen že by mohly být upraveny krásné zahrady pomocí původních druhů, ale že by mohly být původní druhy na svých místech upraveny tak, jako by byly bez lidského zásahu. Učil, že krása nemusí pocházet z tulipánů a japonských javorů. Že může pramenit z divokých úprav v našich zahradách či státní parcích. Shrnul svou filozofii s tím, že říkal: „Každá rostlina může a musí být umístěna ve správném prostředí tak, aby se ukázala její krása, v čemž spočívá umění zahradní architektury“.